# Mali pes (ozvezdje)
Mali pes (latinsko Canis Minor, IPAː /ˌkeɪnɪs ˈmaɪnər/) je manjše, a nezgrešljivo ozvezdje na severni nebesni polobli. V drugem stoletju ga je Ptolemaj vključil kot asterizem (ali vzorec) dveh zvezd med svojih 48 ozvezdij. Je tudi eno od 88 sodobnih ozvezdij, ki jih je priznala Mednarodna astronomska zveza. Latinsko ime pomeni "manjšega psa" in se dopolnjuje z ozvezdjem "večjega psa" (Canis Major); obe figuri navadno sledita ozvezdju grškega mitološkega lovca Oriona.
Ozvezdje Malega psa vsebuje samo dve zvezdi, ki sta svetlejši od magnitude 4, Prokijon (α Malega psa) z magnitudo 0,34 in Gomejso (β Malega psa) z magnitudo 2,9.  Astronom Johann Bayer je imenoval osem zvezd (tudi Prokijon in Gomejso), John Flamsteed pa jih naštel 14. Prokijon je osma najsvetlejša zvezda na nočnem nebu in ena nam najbližjih (oddaljena je samo 11,4 svetlobnih let). Med tistimi, ki so vidne s prostim očesom, sta nam bližji samo Sirij in Epsilon Eridana. Meteorski roj 11 Canis-Minoridov (imenovani tudi Beta Canis Minoridi) izvira iz ozvezdja Malega psa. Opazujemo ga lahko med 4. in 15. decembrom z vrhuncem 10. in 11. decembra.

## Zgodovina in mitologija

### Antika
Čeprav je ozvezdje močno povezano s klasično grško uranografijo, izhajajo prvi viri že iz Mezopotamije. Prokijon in Gomesijo so na ti. plošči  "Tri zvezde vsakega [meseca]" iz okoli 1100 pr. n. št. imenovali MAŠ.TAB.BA ali "dvojčka". Na kasnejši plošči MUL.APIN se isto ime uporablja za pare zvezd π³ in π4 Oriona ter ζ Dvojčkov in ξ Oriona. Tudi pomen izraza MAŠ.TAB.BA se je razvil, in sicer v božanska dvojčka Lulala in Lataraka, ki sta na nasprotni strani neba kot babilonski mitološki "pravi pastir nebes" Papsukal. Mali pes se v MUL.APIN-u imenuje tudi DAR.LUGAL, kar pomeni "zvezda, ki stoji za njo" in kot ozvezdje predstavlja petelina. Morda pa se je ime nanašalo na ozvezdje Zajca. Ozvezdje DAR.LUGAL se je v Babiloniji imenovalo tudi DAR.MUŠEN and DAR.LUGAL.MUŠEN. Malega psa so akadski astronomi imenovali tarlugallu.
Mali pes je eno od 48 ozvezdij iz Ptolemajevega dela Amalgest (2. stoletje), kjer je definiran kot specifičen vzorec (asterizem), saj je Ptolemaj povezal zgolj dve zvezdi, kar še ne omogoča prepoznave neke podobe/figure. Stari Grki so ga imenovali Prokijon (προκυων), kar pomeni "pride pred Psom (zvezdo Sirij)", kar so Cicero in drugi prevedli v Antecanis in Praecanis. Opisali so ga še z besedami parvus, minor, minusculus ("majhen" zaradi medlosti), septentrionalis ("severni" zaradi lege severno od Velikega psa), primus (ker vzhaja "prvi") in sinister (vzhaja na "levo"). 
V grški mitologiji je Mali pes včasih povezan z Teumeško lisico, ki je lahko prehitela vsakogar. Zevs jo je skupaj z lovskim psom Lelapsom, ki je vedno ujel svoj plen, spremenil v kamen in postavil v nebesa. Lelaps je danes ozvezdje Velikega, Teumeška lisica pa Malega psa. Eratosten ga je povezal z Orionom, Higin pa s psom Maerom nesrečnega atenskega vinarja Ikarija. Ikarij je dal svojim prijateljem prvič okusiti vino. Lastno pijanost so razumeli kot poskus zastrupitve, zato so Ikarija ubili. Maer je našel njegovo truplo instekel k Ikarijevi hčerki Erigoni. Zaradi neznanske žalosti sta si vzela življenje. Vsi trije so bili postavljeni na neboː ona kot Devica, Ikar pa kot Volar. Kot nagrada za zvestobo je bil pes postavljen na obrežje Mlečne ceste, za katero so verjeli, da je nebeška reka, kjer ne bo nikoli trpel od žeje. Higin je v svojih pisanjih mit nekako zmedel, saj je napisal, da so morilci pobegnili na otok Kea, ki ga je za kazen prizadela bolezen in lakota, ki ju je pripisal žgoči "zvezdi Psa" Siriju (Prokijon iz Malega psa je zamenjal s Sirijem iz Velikega psa). Ko je kralj otoka Kea prosil boga Apolona, svojega očeta, za rešitev otoka, mu je ta svetoval molitev k Zevsu. Zevs je na otok poslal etezijski veter, ki piha vsako leto 40 dni in hladi Grčijo in njene otoke med vročimi poletnimi "pasjimi dnevi". Svečeniki na otoku so vsako leto pred vzhajanjem pasje zvezde Sirija opravljali obredna žrtvovanja.
Srednjeveški arabski arstonomi so videli Malega psa (arabsko al-Kalb al-Asghar) kot psa; Ali Sufi je v svoji Knjigi o nepremičnih zvezdah vključil diagram ozvezdja z upodobitvijo psa. Razlika med grškim in arabskim videnjem ozvezdja je v zvezdi Mirzam, ki jo je Ali Sufi vključil kot pasjo ovratnico, s čimer je bila del ozvezdij Malega psa in Oriona, h kateremu danes pripada. Arabski imeni za zvezdi Prokijon in Gomejsa se nanašata na bližino Siriju. Prokijon so imenovali "sirski Sirij" (ash-Shi'ra ash-Shamiya), Gomejso pa "Sirij s kalnimi očmi" (ash-Shira al-Ghamisa). Tunizijski pastirji so se po šestih ozvezdjih orientirali na prehod suhe, vroče sezone. Ozvezdje Merzem je vključevalo zvezde iz Malega ter Velikega psa in je glasnik dveh tednov vročega vremena.
Srari Egipčani so imeli ozvezdje za upodobitev Anubisa, boga-šakala.
Druga predlagana imena za ozvezdje so bila tudi Fovea (jama), Morus ("sikamina", verjetno murva), Felis (mačka; kontrast z Velikim psom, ki so ga okrajšali v Canis, "pes", da bi bilo imena ozvezdij lažje vpisati v karte), povezali pa so ga tudi s psom iz apokrifov Stare zaveze. Zgodi se, da se Malega psa zamenja za Velikega in se mu da ime Canis Orionis (Orionov pes).

### V drugih kulturah
V kitajski astronomi ležijo zvezde Malega psa v Južnem cinobernem ptiču (南方朱雀, Nán Fāng Zhū Què). Prokijon, Gomesija in Eta Psa tvorijo asteizem Južna reka (Nánhé). Skupaj z ustreznikom Severno reko (Beihe, Kastor in Poluks) ju povezujejo s "Stražarskimi vrati". Skupaj z zvezdami ζ Raka in 8 Raka, 6 Velikega psa in 11 Malega psa tvorijo asterizem Shuiwei, ki pomeni "Vodni nivo". Le-ta tvori z dodatnimi zvezdami iz ozvezdja Dvojčka "Uradnika, ki uravnava poplavne vode" ali "Označevalec vodnega nivoja". Sosednja Koreja prepoznava štiri zvezde iz Malega psa kot drugo ozvezdje - "Položaj vode". To ozvezdje se nahaja v Rdečem ptiču na južnem delu neba.
Polinezijska ljudstva ga niso videla kot ozvezdje, Prokijon pa je vseeno dobil ime, saj so ga smatrali za pomembnega; na otočju Tuamotu je bil znan kot Hiro "zavit kot nit iz kokosovega vlakna" in Kopu-nui-o-Hiro ("Hirov veliki trebuh"), kar je ime za celotno sodobno ozvezje ali pa samo za Prokijon. Druga imena so še Vena (boginja) na Mangaii, Puanga-hori (lažni Puanga - Rigel) na Novi Zelandiji, na Družbenih otokih imenujejo Prokijon Ana-tahua-vahine-o-toa-te-manava (Aster, svečenica pogumnega srca, metaforično "steber govorniške spretnosti"). Ljudstvo Wardaman iz avstralskega Severnega teritorija imenuje Prokijon in Gomesijo Magum in Gurumana, človeka, ki sta se med "sanjskim časom" spremenila v evkalipta. Čeprav se jima je koža spremenila v lubje, sta s šelestenjem listov govorila kot s človeškim glasom.
Azteški koledar je povezan s kozmologijo. Zvezde Malega psa so bile skupaj z nekaterimi zvezdami Oriona in Dvojčkov sklopljene v asterizem, povezan z dnevom, imenovanim "Voda".

## Značilnosti
Ozvezdje leži južno od zvezd Kastor in Poluks v Dvojčkih. Na jugu meji na Samoroga, na severovzhodu na Raka in na Vodno kačo na vzhodu. Ne meji na Velikega psa, saj ju ločije Samorog. Tričrkovna oznaka Mednarodne astronomske zveze iz leta 1922 je "CMi". Pokriva površino 183 kvadratnih stopinj, kar ga uvršča na 71. mesto med 88 ozvezdji. Z ozemlja Slovenije je najbolj vidno na južnem nebu od januarja do marca, ko doseže kulminacijo okoli 22. ure, potem pa vse bolj zgodaj. Julija je vidno samo še po sončnem zahodu, preden tudi samo zaide in potem spet vzide proti jutru. Uradne koordinate je leta 1930 določil Eugène Joseph Delporte; določa jih štirinajstkotnik (glej infopolje zgoraj). V ekvatorialnem koordinatnem sistemu se koordinate rektascenzije teh meja gibljejo med 07h 06,4m in 08h 11,4m, deklinacija pa je med 13,22° in -0,36°.
Prokijon (α Malega psa) je rumeno-bela zvezda v glavnem nizu (spektralni razred F5 IV-V). Njegov izsev je šestkrat večji od Sončevega, sama zvezda pa je približno dvakrat večja in 1,4-krat težja od Sonca. Dosega površinsko temperaturo okoli 7.000 K. V resnici gre za dvozvezdje, ki ga je zaradi nepravilnega gibanja zvezde že leta 1861 napovedal A. Auwers (1838-1915). Zvezdo Prokijon B do opazili šele leta 1896, predvsem ker je šibka (magnituda 10,7), opazovanje pa moti tudi svetlejša zvezda Prokijon A, oddaljena 15 AU. Razmik med zvezdama je 4,6 ločne sekunde, obkrožita pa se v 40,65 letih. Prokijon B dosega visoko gostoto, saj je kljub masi 0,65-kratnika Sončeve v premeru samo dvakrat večja od Zemlje.
Gomejsa (β Malega psa) je belo-modra zvezda v glavnem nizu (spektralni razred B8 Ve). Čeprav se zdi opazovalcu iz Zemlje bolj medla, oddaja 250-krat več energije in je trikrat težja od Sonca. Njena magnituda se giba med 2,84 in 2,92 (variabilna zvezda tipa Gama Kasiopeje). Obkrožena je z diskom plina, ki ga segreva, kar povzroči sevanje.
Ostale zvezde Bayer/Flamsteed soː
- γ Malega psa (oranžna orjakinja tipa K, spektralni razred K3-III SB)
- δ1 Malega psa (rumeno-bela orjakinja tipa F pri koncu glavnega niza, spektralni razred F0III)
- δ2 Malega psa (zvezda glavnega niza tipa F, spektralni razred F2V)
- δ3 Malega psa (bela zvezda glavnega niza tipa B, spektralni razred A0Vnn)
- ε Malega psa (rumena svetla orjakinja, spektralni razred G6.5IIb)
- ζ Malega psa (modro-bela svetla orjakinja tipa B, spektralni razred B8II)
- η Malega psa (orjakinja, spektralni razred F0III)
- HD 66141 (oranžna orjakinja tipa K, spektralni razred K2III, spremlja jo planet HD 66141b)
- 1 Malega psa (bela podorjakinja tipa A, spektralni razred A5IV)
- 6 Malega psa (oranžna orjakinja tipa K, spektralni razred K1+IIIBa0.4)
- 11 Malega psa (bela pritlikavka glavnega niza tipa A, spektralni razred A1Vnn)
- 14 Malega psa (oranžna orjakinja tipa K, spektralni razred K0III)